# Sophie Bukovec
Sophie Bukovec (Toronto, 22 de septiembre de 1995) es una deportista canadiense que compite en voleibol, en la modalidad de playa. Ganó una medalla de plata en el Campeonato Mundial de Vóley Playa de 2022, en el torneo femenino.

## Palmarés internacional
| Campeonato Mundial | Campeonato Mundial | Campeonato Mundial | Campeonato Mundial |
| Año                | Lugar              | Medalla            | Pareja             |
| ------------------ | ------------------ | ------------------ | ------------------ |
| 2022               | Roma (Italia)      | Medalla de plata   | Brandie Wilkerson  |